# インドネシアの外務大臣一覧
本項では、インドネシアの外務大臣（Menteri Luar Negeri）を一覧する。外務大臣は、インドネシアの外務省を所管する大臣である。 最初の外務大臣はスバルジョで1945年9月2日就任。最も直近に選出された外務大臣はスギオノで2024年10月21日就任。最も長い期間、大臣職を務めた外務大臣はアリー・アラタスで、1988年3月21日から1999年10月20日まで約11年間務めた。最も短い期間、大臣職を務めた外務大臣はウィロポで、1952年4月3日から4月29日までの僅か26日務めた。

## 外務大臣一覧
社会党
  インドネシア・イスラム同盟党
  マシュミ
  インドネシア国民党
  民主派
  ゴルカル
  民族覚醒党
  グリンドラ党
  無所属
| 職名 | 氏名                                   | 画像 | 出身等                       | 任期 | 内閣 |
| ---- | -------------------------------------- | ---- | ---------------------------- | --- | --- |
| 1    | スバルジョ                             |      | 無所属                       | 1945年9月2日 ‐ 1945年11月14日 | 大統領内閣                                                                                               |
| 2    | シャフリル                             |      | 社会党                       | 1945年11月14日 ‐ 1946年2月28日1946年3月12日 ‐ 1946年10月2日1946年10月2日 ‐ 1947年6月27日 | 第1次シャフリル内閣第2次シャフリル内閣第3次シャフリル内閣                                                |
| 3    | アグス・サリム                         |      | インドネシア・イスラム同盟党 | 1947年7月3日 ‐ 1947年11月11日1947年11月11日 ‐ 1948年1月23日 1948年7月15日 ‐ 1949年8月4日 | 第1次アミル・シャリフディン内閣第2次アミル・シャリフディン内閣第1次ハッタ内閣                            |
| —    | シャフルディン・プラウィラネガラ       |      | マシュミ                     | 1948年12月19日 ‐ 1949年3月31日 | シャフルディン緊急内閣                                                                                   |
| —    | アレクサンダー・アンドリース・マラミス |      | 無所属                       | 1949年3月31日 ‐ 1949年7月13日 | シャフルディン緊急内閣                                                                                   |
| (3)  | アグス・サリム                         |      | インドネシア・イスラム同盟党 | 1949年8月4日 ‐ 1949年10月21日1949年12月20日 ‐ 1950年6月6日 | 第2次ハッタ内閣                                                                                          |
| —    | ハメンクブウォノ9世                    |      | 無所属                       | 1949年10月21日 ‐ 1949年12月14日 | 第2次ハッタ内閣                                                                                          |
| 4    | モハマッド・ハッタ                     |      | 無所属                       | 1949年12月20日 ‐ 1950年9月6日 | インドネシア連邦共和国内閣                                                                               |
| 5    | モハマッド・ルム                       |      | マシュミ                     | 1950年9月6日 ‐ 1951年4月27日 | ナシール内閣                                                                                             |
| (1)  | スバルジョ                             |      | マシュミ                     | 1951年4月27日 ‐ 1952年4月3日 | スキマン内閣                                                                                             |
| —    | ウィロポ                               |      | インドネシア国民党           | 1952年4月3日 ‐ 1953年4月29日 | ウィロポ内閣                                                                                             |
| 6    | ムカルト・ノトウィディグド             |      | インドネシア国民党           | 1952年4月29日 ‐ 1953年6月3日 | ウィロポ内閣                                                                                             |
| 7    | スナリオ                               |      | インドネシア国民党           | 1953年8月1日 ‐ 1955年7月24日 | 第1次アリ・サストロアミジョヨ内閣                                                                        |
| 8    | イデ・アナック・アグン・グデ・アグン   |      | 民主派                       | 1955年8月11日 ‐ 1956年3月3日 | ブルハヌディン・ハラハップ内閣                                                                           |
| 9    | ルスラン・アブドゥルガニ               |      | インドネシア国民党           | 1956年3月24日 ‐ 1957年1月28日 | 第2次アリ・サストロアミジョヨ内閣                                                                        |
| —    | アリ・サストロアミジョヨ               |      | インドネシア国民党           | 1957年1月28日 ‐ 1957年3月14日 | 第2次アリ・サストロアミジョヨ内閣                                                                        |
| 10   | スバンドリオ                           |      | 無所属                       | 1957年4月9日 ‐ 1959年7月5日1959年7月10日 ‐ 1960年2月18日1960年2月18日 ‐ 1962年3月6日1962年3月6日 ‐ 1963年11月13日1963年11月13日 ‐ 1964年8月27日1964年8月27日 ‐ 1966年2月22日1966年2月24日 ‐ 1966年3月18日 | ジュアンダ内閣第1次勤労内閣第2次勤労内閣第3次勤労内閣第4次勤労内閣第1次ドウィコラ内閣第2次ドウィコラ内閣 |
| 11   | アダム・マリク                         |      | 無所属                       | 1966年3月18日 ‐ 1966年3月27日1966年3月31日 ‐ 1966年7月25日1966年7月28日 ‐ 1967年10月11日1967年10月17日 ‐ 1968年6月10日1968年6月10日 ‐ 1973年3月28日1973年3月28日 ‐ 1977年10月1日                          | 第2次ドウィコラ内閣第3次ドウィコラ内閣第1次アンペラ内閣第2次アンペラ内閣第1次開発内閣第2次開発内閣       |
| —    | シャリフ・タイブ                       |      | 無所属                       | 1977年10月1日 ‐ 1978年3月11日 | 第2次開発内閣                                                                                            |
| 12   | モフタル・クスマアトマジャ             |      | ゴルカル                     | 1978年3月31日 ‐ 1983年3月11日1983年3月19日 ‐ 1988年3月11日 | 第3次開発内閣第4次開発内閣                                                                               |
| 13   | アリー・アラタス                       |      | ゴルカル                     | 1988年3月21日 ‐ 1993年3月11日1993年3月17日 ‐ 1998年3月11日1998年3月16日 ‐ 1998年5月21日1998年5月23日 ‐ 1999年10月20日                                                                                     | 第5次開発内閣第6次開発内閣第7次開発内閣開発改革内閣                                                      |
| 14   | アルウィ・シハブ                       |      | 民族覚醒党                   | 1999年10月29日 ‐ 2001年7月23日 | 国家統一内閣                                                                                             |
| 15   | ハッサン・ウィラジュダ                 |      | 無所属                       | 2001年8月10日 ‐ 2004年10月20日2004年10月21日 ‐ 2009年10月20日 | 相互扶助内閣第1次インドネシア統一内閣                                                                    |
| 16   | マルティ・ナタレガワ                   |      | 無所属                       | 2009年10月22日 ‐ 2014年10月20日 | 第2次インドネシア統一内閣                                                                                |
| 17   | ルトノ・マルスディ                     |      | 無所属                       | 2014年10月27日 ‐ 2019年10月20日2019年10月23日 ‐ 2024年10月20日 | 勤労内閣インドネシア前進内閣                                                                             |
| 18   | スギオノ                               |      | グリンドラ党                 | 2024年10月21日 ‐ | メラプティ内閣                                                                                           |